# Talvipuutarha
El Jardín de invierno (en finés: Talvipuutarha) es un invernadero administrado por el ayuntamiento de Helsinki. Alberga una amplia gama de plantas, de las cuales una parte significativa son tropicales.

## Historia
Este jardín fue construido originalmente para el general Jacob Julius af Lindfors, quien lo donó a la Asociación finlandesa de la jardinería. El edificio fue diseñado por el arquitecto Gustav Nyström. 
Se abrió al público en 1893. Los socios tenían preferencia de visita, y por un acuerdo el acceso a las colecciones fue libre desde el principio. En 1907 el ayuntamiento de la ciudad de Helsinki compró el jardín.

## Colecciones
El edificio está compuesto por tres secciones, la sala de las palmeras, la sala de los cactus, y el ala oeste.

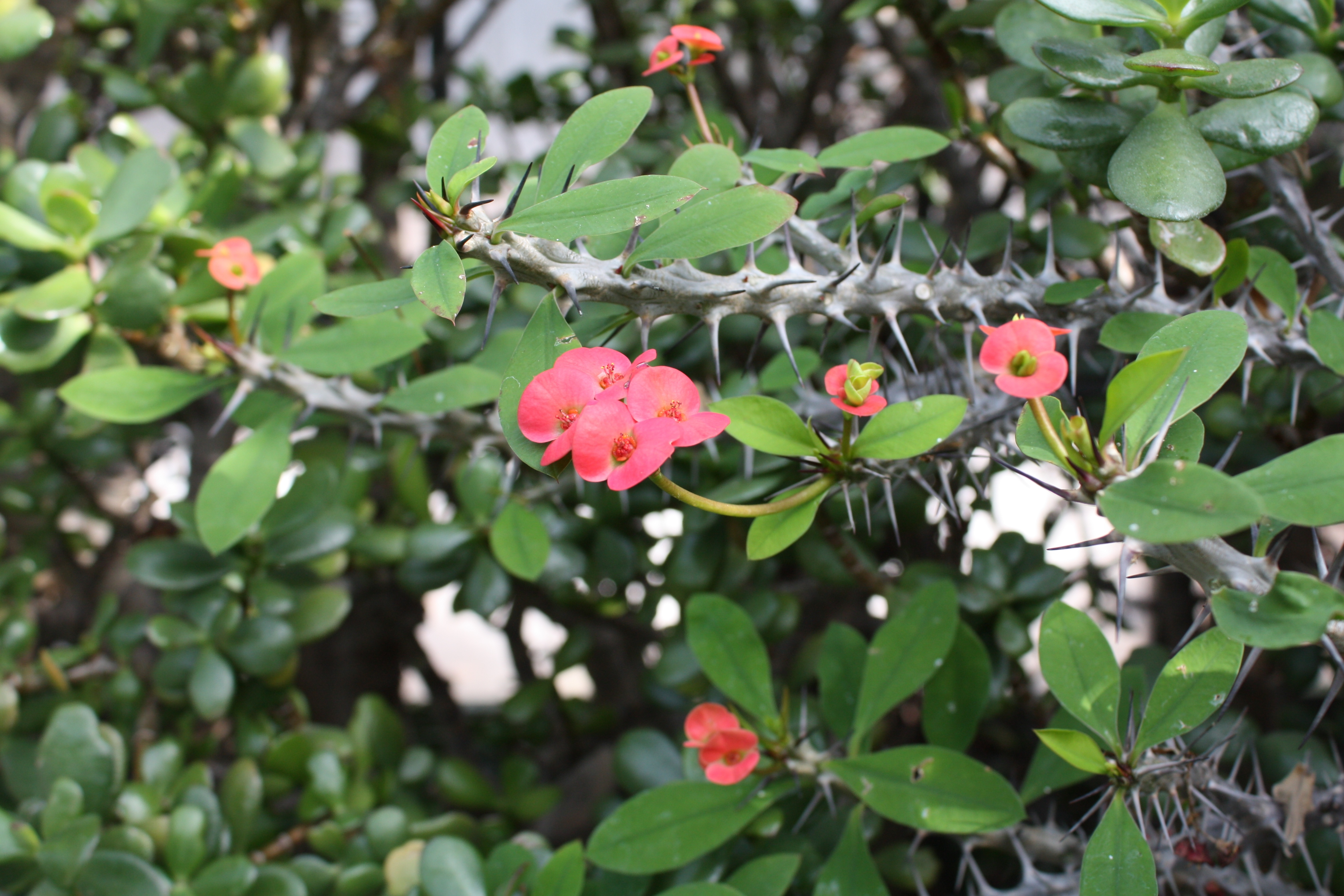
Euphorbia milii var. splendens en el "Talvipuutarha".

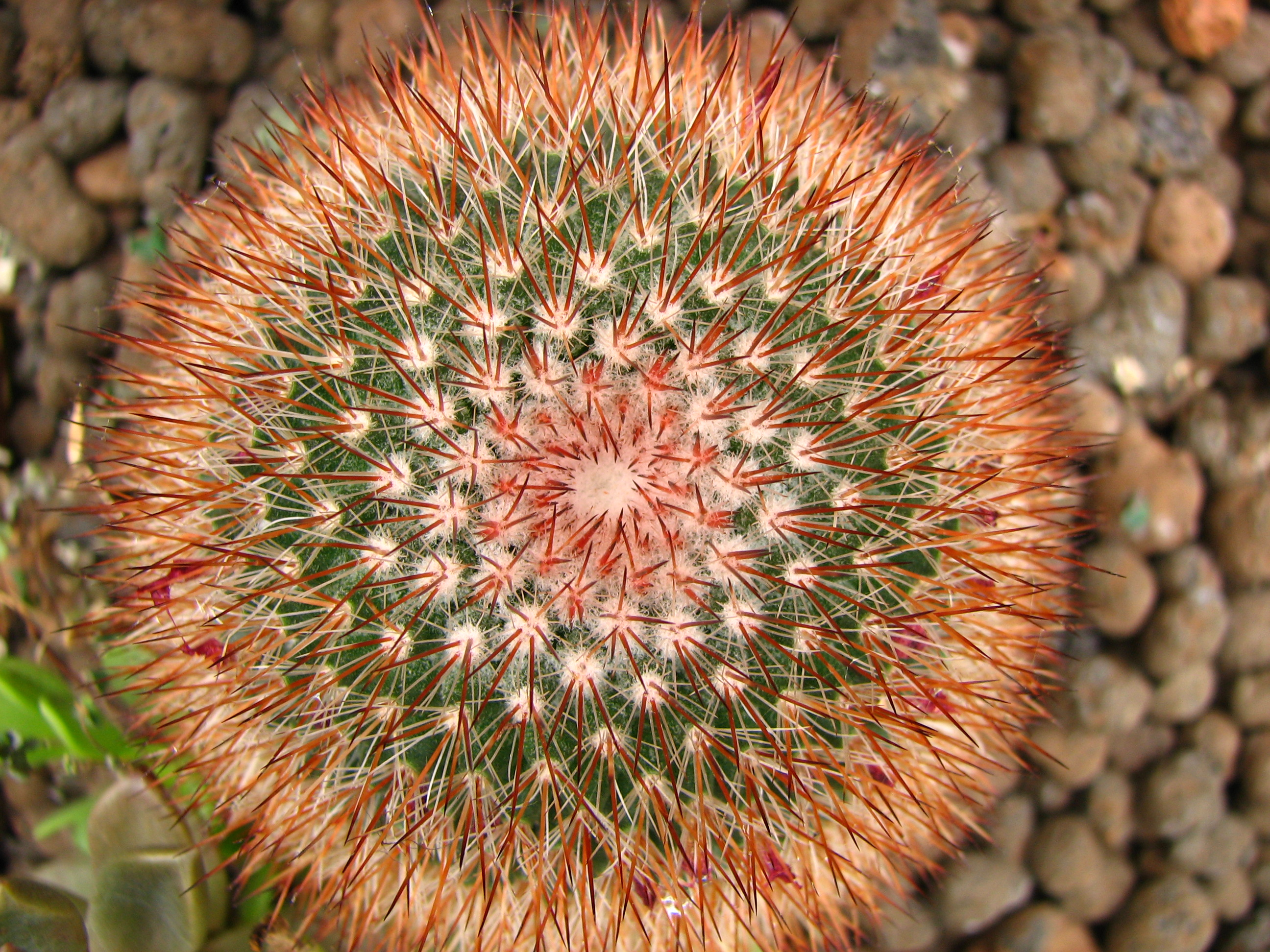
Cactus en el "Talvipuutarha".

Antes de su renovación en 2011 tenía alrededor de 200 plantas exóticas, con palmeras que llegaban hasta la cúpula y dos Camelias centenarias, una de las cuales murió. Al final del invernadero se encuentra una pintura mural realizada en 1893 por Salomo Wuorio.
Los invernaderos tienen exhibiciones especiales para los niños: durante la Navidad y en "pääsiäissisustukset". Antiguamente en "pääsiäissisustukset" había una gran presentación de polluelos, pero en la primavera de 2006 no se efectuó debido al miedo a la gripe aviar. En uno de los invernaderos se encuentra un estanque en el que nadan carpas koi.[cita requerida]
El Jardín de Invierno tiene en su frente, hacia la playa Töölönlahti a lo largo de la calle de Helsinki, un jardín de rosas en terrazas. El lugar es cálido y soleado. Por lo tanto, es uno de los primeros lugares donde los capullos abren en la primavera.[cita requerida]

## Renovación
Durante una inspección en 2007 se detectó que el estado de la estructura de acero estaba en muy malas condiciones, por lo que el invernadero permaneció cerrado para su renovación desde la primavera de 2010 hasta el otoño de 2011. 
Durante el trabajo de renovación, se eliminaron yesos y cuarenta toneladas de vidrio y la estructura metálica fue raspada y repintada.
Las plantas que sobrevivieron fueron replantadas de nuevo durante la primavera de 2011. Los árboles grandes y muchas plantas de gran tamaño no se pudieron conservar y tuvieron que ser talados, lo que dio más visibilidad a la fuente y el mural de Wuorio. Se aportaron plantas de los jardines botánicos de la Universidad de Helsinki y Taltu